# Satz von Fuss

Satz von Fuss

Der Satz von Fuss, benannt nach Nikolaus Fuss (1755–1826), liefert eine Formel für den Abstand zwischen dem Mittelpunkt des Inkreises und dem Mittelpunkt des Umkreises eines Sehnentangentenvierecks.
{\displaystyle x={\sqrt {R^{2}+r^{2}-r{\sqrt {4R^{2}+r^{2}}}}}}
Hierbei bezeichnet {\displaystyle x} den Abstand zwischen den beiden Mittelpunkten, {\displaystyle R} den Radius des Umkreises und {\displaystyle r} den Radius des Inkreises. Der Satz wird jedoch meist nicht als explizite Abstandsformel dargestellt, sondern als Bruchgleichung, die die drei Größen zueinander in Beziehung setzt.
{\displaystyle {\frac {1}{(R-x)^{2}}}+{\frac {1}{(R+x)^{2}}}={\frac {1}{r^{2}}}}
Eine weitere alternative Darstellung als Gleichung ohne Brüche ist:
{\displaystyle \displaystyle 2r^{2}(R^{2}+x^{2})=(R^{2}-x^{2})^{2}}
Fuss, der Sekretär von Euler in Sankt Petersburg war, übertrug mit dem nach ihm benannten Satz einen entsprechenden Satz von Euler über den Abstand der Mittelpunkte von Umkreis und Inkreis bei Dreiecken auf Sehnentangentenvierecke. Mit der Carlitz-Identität existiert eine weitere Formel für den Abstand der Mittelpunkte, die allerdings nicht nur die beiden Radien, sondern auch die Seitenlängen des Sehnentangentenvierecks benötigt.
Wenn man in der letzten der drei obigen Darstellungsformen berücksichtigt, dass {\displaystyle x^{2}>0} gilt, so erhält man {\displaystyle 2r^{2}(R^{2})<(R^{2})^{2}} und damit {\displaystyle {\sqrt {2}}r<R} eine Ungleichung für die beiden Radien, die man als Analogon zur eulerschen Ungleichung im Dreieck auffassen kann.
Es gilt auch die Umkehrung, das heißt, erfüllen zwei Kreise die obigen Gleichungen, so existiert ein Sehnentangentenviereck, das die Kreise als Umkreis und Inkreis besitzt. Aufgrund des Schließungssatzes von Poncelet existieren dann sogar immer unendlich viele Sehnentangentenvierecke mit dieser Eigenschaft.